# PMMP
PMMP war eine finnische Pop/Rock (Musik)-Band bestehend aus den beiden Sängerinnen Paula Vesala und Mira Luoti sowie Mikko Virta, Juho Vehmanen und Heikki Kytölä an den Instrumenten. Mit Songs wie Rusketusraidat von ihrem Debütalbum Kuulkaas Enot! hatten sie großen Erfolg.
Der Bandname ist eine Abkürzung des Satzes „Paulan ja Miran Molemmat Puolet“, der auf Deutsch „Beide Seiten von Paula und Mira“ bedeutet. In einem Interview in der finnischen Chatshow Krisse Show sagten sie, dass der Bandname aus den Anfangsbuchstaben der Mitglieder bestehe: PMMP sind Paula, Mira, Mira, Paula.
Ihre Alben wurde von Jori Sjöroos produziert. Ihre Songs schreiben Paula und Mira selbst. Die Band sind ein sehr gefeierter Liveact.
PMMP‘s zweites Album „Kovemmat kädet“ erreichte Goldstatus. Eine Extended Version des Albums erschien im August 2005. „Oo siellä jossain mun“, eine Single von ihrem oben genannten Album, ist PMMPs größter Erfolg in Finnland.
Im November 2006 erschien das dritte Album „Leskiäidin tyttäret“, das Platinstatus am Veröffentlichungstag erreichte.

## Geschichte
Paula Vesala und Mira Luoti lernten sich beim Popstars-Casting 2002 kennen. Beide schieden kurz vor dem Finale aus. Daraufhin beschlossen sie, selbst eine Band zu gründen. Weitere Bandmitglieder waren Juho, Mikko und Heikki. Im Sommer 2003 erschien unter dem Namen PMMP die Debüt-Single „Rusketusraidat“, der ein Megahit in Finnland wurde. Im selben Jahr erschien das Album „Kuulkaas enot!“. Die zweite Single war „Joutsenet“. Ein dreiviertel Jahr später kündigten PMMP ein neues Album an. Die erste Single war „Päiväkoti“ und erschien im Februar 2005, das nachfolgende Album „Kovemmat Kädet“ am 9. März. Alle Songs schreiben Paula und Mira selber, komponiert wird zusammen mit Jori Sjöroos.
Im Jahr 2013 hat sich die Band aufgelöst und am 27. Oktober 2013 spielten sie ihr letztes Konzert.
Im Sommer 2024 kam es zu einem Live-Comeback, indem es zunächst Auftritte bei einigen Festivals gab. Danach wurden die Comeback-Auftritte am 23. und 24. August 2024 im Olympiastadion Helsinki fortgesetzt.
Ab 8. November 2024 startet die Band eine Arena- und Clubtour mit dem Titel "Viimeinen valitusvirsi".

## Diskografie

### Alben
- 2003: Kuulkaas enot!
- 2005: Kovemmat kädet
- 2006: Leskiäidin tyttäret
- 2007: Puuhevonen
- 2009: Veden varaan. Disk-Cover mit Fotografien von Susanna Majuri
- 2009: 2000-Luku
- 2012: Rakkaudesta
- 2013: Matkalaulu
- 2013: Hitit

### Sampler
- Synkkien Laulujen Maa – Maria Magdalena und - Pimeä tie, mukavaa matka (gesungen von Paula Vesala und Olavi Uusivirta)

### Singles
- Rusketusraidat
- Joutsenet
- Niina
- Kesä -95
- Päiväkoti
- Oo siellä jossain mun
- Pikkuveli (Promo)
- Matkalaulu
- Henkilökohtaisesti (Promo)
- Tässä elämä on (Promo)
- Joku raja
- Täti Monika
- Viimeinen valitusvirsi
- Lautturi
- Pariterapiaa
- Lapsuus loppui (Promo)
- Heliumpallo
- Rakkaalleni

## Videoalben
- Kuulkaas Live (FI: Gold)